# خانخ (خوفسگول)
خانخ یا خانخه (به زبان مغولی: Ханх сум، [Xanx sum]؛ ᠬᠠᠩᠬ᠎ᠠ ᠰᠤᠮᠤ، [qanq-a sumu]) یک شهرستان (سُوم) در مغولستان است که در استان خوفسگول واقع شده‌است.

## تقسیمات اداری
شهرستان خانخ متشکل از ۴ قصبه (باغ) می‌باشد، شامل:
- بایاسغالانت (مغولی: Баясгалант баг، [Bajasgalant bag]؛ ᠪᠠᠶᠠᠰᠬᠤᠯᠠᠩᠲᠤ ᠪᠠᠭ، [bajasqulaŋtu baɣ])
- توراغ (مغولی: Тураг баг، [Turag bag]؛ ᠲᠤᠷᠤᠭ ᠪᠠᠭ، [turuɣ baɣ])
- تورت-توفین (مغولی: Турт - Төвийн баг، [Turt - Tövijn bag]؛ ᠲᠤᠷᠠᠲᠤ ᠆ ᠲᠥᠪ ᠦᠨ ᠪᠠᠭ، [turatu - töb-ün baɣ])
- خورو (مغولی: Хороо баг، [Xoroo bag]؛ ᠬᠣᠷᠢᠶ᠎ᠠ ᠪᠠᠭ، [qoriɣ-a baɣ])